# Tony Oxley
Pour les articles homonymes, voir Oxley.
Tony Oxley est un batteur britannique de jazz né le 15 juin 1938 à Sheffield (Angleterre) et mort le 26 décembre 2023,. Il est un des batteurs importants du free jazz et de la musique improvisée en Europe.

## Biographie

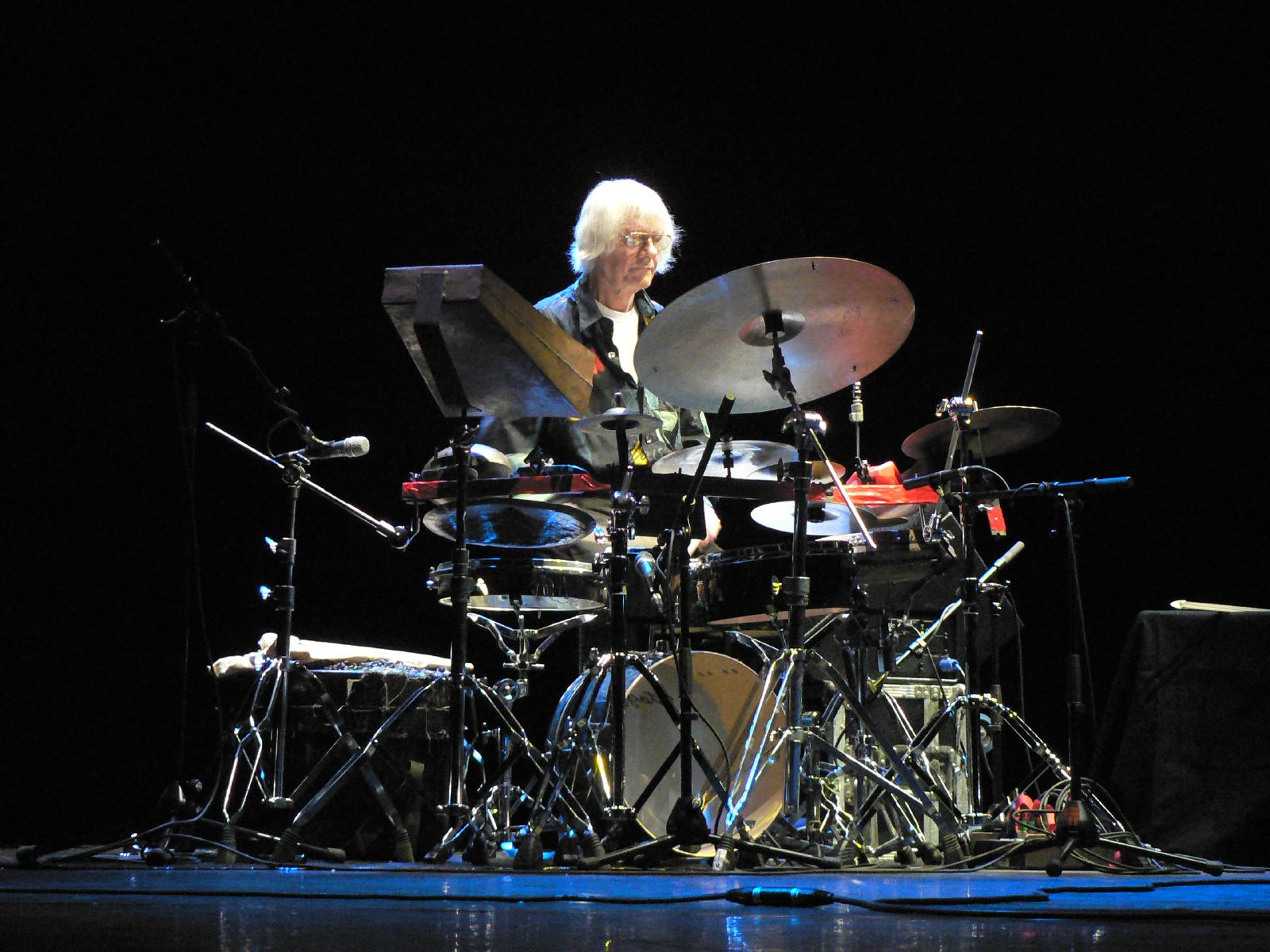
Tony Oxley en 2006.

De 1963 à 1966, Tony Oxley fait partie du groupe « Joseph Holbrooke » à Sheffield, en compagnie de Gavin Bryars et Derek Bailey, où la musique est totalement improvisée.
Bien qu'il se soit fortement engagé dans la free music, c'est aussi un accompagnateur plus « traditionnel », il a notamment été le batteur du Ronnie Scott's à Londres de 1967 à 1969, où il accompagne nombre d'Américains de passage : Sonny Rollins, Bill Evans, Stan Getz, Joe Henderson... Tony Oxley est connu pour sa collaboration avec John McLaughlin sur son album Extrapolation (1969), ainsi que pour sa participation régulière aux projets de Tomasz Stańko, Paul Bley ou John Surman.
C'est toutefois pour son exploration de la musique improvisée qu'il est le plus connu. En 1969, il fonde le label Incus avec Derek Bailey et Evan Parker, la Musicians Co-operative en 1971 et le London Jazz Composers Orchestra en 1972.